# Río Gavilanes
El río Gavilanes es un curso de agua del oeste de la península ibérica, afluente del Yeltes. Discurre por la provincia de Salamanca.

## Curso
El río, que discurre por la provincia española de Salamanca, nace de unas fuentes situadas en Guadapero y aumenta su caudal poco después al recoger las aguas del Tenebrilla. Tras bañar los lugares de Cilloruelo, Gavilán, Bocacara y Sancti-Spíritus, acaba desaguando en el Yeltes. Aparece descrito en el octavo volumen del Diccionario geográfico-estadístico-histórico de España y sus posesiones de Ultramar de Pascual Madoz con las siguientes palabras:

GAVILANES (los): pequeño r. que tiene su nacimiento de las fuentes Gazalotillo y Palacios, en la prov. de Salamanca, part. jud. de Ciudad Rodrigo y térm. de Guadapero: su caudal se aumenta con las aguas del Teneblilla, que tiene su origen en la sierra del Carazo: bañan los Gavilanes las deh. de Cilloruelo y Gavilan, y pasando á los térm. de Boeacara y Santi-spíritus, se introduce en el de Fuente-roble, en el que, y próximo á la deh. de la Nava, se une al Yeltes. La cantidad de agua que lleva es de corta consideracion, si bien permanente en la mayor parte del ano, de la que se aprovechan para el riego de las tierras por los pueblos por donde pasa; crianse en él algunas truchas y peces llamados bordallos muy parecidos al besugo, aunque mas pequeños. Tiene 2 puentes de piedra de un solo arco fabricados en el siglo anterior, é inmediato al l. de Santi spiritus.
(Madoz, 1847, p. 338)